# Estação República (Metrô de Santiago)
A Estação República é uma das estações do Metrô de Santiago, situada em Santiago, entre a Estação Unión Latinoamericana e a Estação Los Héroes. Faz parte da Linha 1.
Foi inaugurada em 15 de setembro de 1975. Localiza-se no cruzamento da Alameda com a Avenida Ricardo Cumming. Atende a comuna de Santiago.